# Сірак'юсавілл (Луїзіана)
Сірак'юсавілл (англ. Siracusaville) — переписна місцевість (CDP) в США, в окрузі Сент-Мері штату Луїзіана. Населення — 297 осіб (2020).

## Географія
Сірак'юсавілл розташований за координатами 29°41′17″ пн. ш. 91°9′4″ зх. д. / 29.68806° пн. ш. 91.15111° зх. д. (29.688022, -91.151052).  За даними Бюро перепису населення США в 2010 році переписна місцевість мала площу 2,23 км², з яких 2,09 км² — суходіл та 0,14 км² — водойми.

## Демографія
Згідно з переписом 2010 року, у переписній місцевості мешкали 422 особи в 156 домогосподарствах у складі 98 родин. Густота населення становила 189 осіб/км².  Було 185 помешкань (83/км²).
Расовий склад населення:
| - 93,6 % — чорних або афроамериканців - 3,1 % — білих - 0,2 % — азіатів |

До двох чи більше рас належало 2,4 %. Частка іспаномовних становила 0,0 % від усіх жителів.
За віковим діапазоном населення розподілялося таким чином: 28,0 % — особи молодші 18 років, 57,3 % — особи у віці 18—64 років, 14,7 % — особи у віці 65 років та старші. Медіана віку мешканця становила 34,9 року. На 100 осіб жіночої статі у переписній місцевості припадало 88,4 чоловіків;  на 100 жінок у віці від 18 років та старших — 84,2 чоловіків також старших 18 років.
Середній дохід на одне домашнє господарство  становив 36 768 доларів США (медіана — 25 461), а середній дохід на одну сім'ю — 37 781 долар (медіана — 40 729). За межею бідності перебувало 31,3 % осіб, у тому числі 31,4 % дітей у віці до 18 років та 34,5 % осіб у віці 65 років та старших.
Цивільне працевлаштоване населення становило 141 особа. Основні галузі зайнятості: виробництво — 36,9 %, освіта, охорона здоров'я та соціальна допомога — 14,2 %, фінанси, страхування та нерухомість — 12,1 %.